# 張元臣
張元臣（？—？），字懋齋，一字豆村，贵州銅仁人，清朝政治人物、同進士出身，官至江南学政。

## 生平
康熙三十六年（1697年）丁丑科進士，三甲六名，改翰林院庶吉士，散館授檢討，历任左春坊、左谕德、日講起居注官，官至江南学政，被江南学子尊称为铜仁先生。著有《豆村詩鈔》。